# Суперкубок України з міні-футболу
Суперку́бок Украї́ни з футзалу — одноматчевий турнір, який заснований і проводиться АФУ та у якому грають володар кубка України і чемпіон попереднього сезону. У випадку, якщо кубок і чемпіонат виграла одна команда, то в Суперкубку грають чемпіон і фіналіст кубка.
Розігрується з 2005 року, у першому турнірі брали участь переможці чемпіонату і Кубка сезону 2004—2005 років.
Проводиться перед початком регулярного чемпіонату. Якщо після закінчення основного часу матчу переможець не виявлений, призначається серія 6-метрових ударів. Якщо одна команда є чемпіоном і володарем Кубка України, матч за Суперкубок України може не проводитися.

## Результати
| Сезон | Місце проведення                                                                                     | Переможець                  | Рахунок                                                                                            | Фіналіст             |
| ----- | --- | --------------------------- | -------------------------------------------------------------------------------------------------- | -------------------- |
| 2005  | 27 серпня 2005 року 14:00 Харків — Палац спорту Глядачів: 1000                                       | «Шахтар» (Донецьк)          | 5:1 (1:1) Голи: Мірошник-2, Москвичов, Задорожний, Ситін - Шайтанов                                | «Інтеркас» (Київ)    |
| 2006  | 6 вересня 2006 року 14:00 Донецьк — ПС «Дружба» Глядачів: 1000                                       | «Шахтар» (Донецьк)          | 3:1 (3:1) Голи: Ситін-2, Мельников - Луців                                                         | «Енергія» (Львів)    |
| 2007  | 27 серпня 2007 року 12:00 Львів — ПС «Будівельник» Глядачів: 700                                     | «Єнакієвець» (Єнакієве)     | 5:2 (0:1) Голи: Хурсов-2, Крупін-2, Дрьомов - Легчанов, Луців                                      | «Енергія» (Львів)    |
| 2008  | 16 серпня 2008 року 15:00 Донецьк — ПС «Дружба» Глядачів: 1800                                       | «Шахтар» (Донецьк)          | 2:0 (2:0) Голи: Мірошник, Тіагу                                                                    | ТВД (Львів)          |
| 2009  | 23 серпня 2009 року 12:00 Львів — СКА Глядачів: 400                                                  | «Тайм» (Львів)              | 4:0 (0:0) Голи: Легчанов, Павленко, Овсянников, Чепорнюк                                           | «Локомотив» (Харків) |
| 2011  | 30 серпня 2011 року 18:00 Івано-Франківськ — Спорткомплекс фізичного виховання та спорту Глядачів: ? | «Ураган» (Івано-Франківськ) | 4:3 (2:1) Голи: Сержао, Цвелих, Чепорнюк, Авто, Біро Жаде - Павленко, Макаєв                       | «Енергія» (Львів)    |
| 2013  | 31 серпня 2013 року 15:00 Харків — ПС «Локомотив» Глядачів: ?                                        | «Локомотив» (Харків)        | 2:1 (1:0) Голи: О. Сорокін-2 - Рогачов                                                             | «Енергія» (Львів)    |
| 2014  | 30 серпня 2014 року 14:00 Харків — ПС «Локомотив» Глядачів: 1000                                     | «Локомотив» (Харків)        | 8:2 (6:1) Голи: Шпигар-3, Білоцерківець-2, Рогачов, Шамлі-2 - Мик. Грицина-2                       | «Енергія» (Львів)    |
| 2015  | 29 серпня 2015 року 13:00 Київ — СК НТУУ КПІ Глядачів: 700                                           | «Локомотив» (Харків)        | 3:1 (3:0) Голи: Д. Бондар, Рогачов, Овсянников - Аксьонов                                          | «Manzana» (Київ)     |
| 2016  | 13 серпня 2016 року 13:00 Запоріжжя — ПС «Запоріжалюмінбуд» Глядачів: 700                            | «Локомотив» (Харків)        | 7:0 (4:0) Голи: Сірий-3, Рось, Д. Сорокін, Свірідов, Літвінов                                      | «Енергія» (Львів)    |
| 2017  | 12 вересня 2017 року 19:00 Бровари — БУФК Глядачів: 800                                              | «ХІТ» (Київ)                | 3:1 (1:0) Голи: Смоловик, Чепорнюк-2 - Волянюк                                                     | «Продексім» (Херсон) |
| 2018  | 8 вересня 2018 року 13:00 Львів — ПС «Галичина» Глядачів: 700                                        | «Енергія» (Львів)           | 4:3 (2:3) Голи: Пелех-2, Ковальчук, Легендзевич - Ланко, Шотурма, Волянюк                          | «Продексім» (Херсон) |
| 2019  | 7 вересня 2019 року 13:00 Черкаси, ПС «Будівельник» Глядачів: 1150                                   | «Ураган»                    | 7:0 (2:0) Голи: Лебідь-3, Когут, Мануйленко, Абакшин, Фаренюк                                      | «Продексім» (Херсон) |
| 2021  | 20 серпня 2021 року 18:30 Харків — ПС «Локомотив» Глядачів: ?                                        | «Продексім» (Херсон)        | 6:3 (3:2) Голи: Клаудіньо, Малишко, Роніньо, Д. Сорокін, Бессалов, Ципун - Мих. Грицина-2, Кордоба | «Ураган»             |
| 2023  | 17 серпня 2023 року 17:00 Буча – «Академія спорту» Глядачів: 0                                       | «ХІТ» (Київ)                | 2:0 (0:0) Голи: Чернявський, Абакшин                                                               | «Кардинал-Рівне»     |

2010 року матч за Суперкубок не проводився через те, що і чемпіонат, і кубок виграв один і той самий клуб - «Тайм» (Львів).
2012 року матч за Суперкубок не проводився через завантаженість графіків команд, які в ньому мали зустрітися.
2017 року у зв’язку з припиненням участі в Екстра-лізі володаря Кубка України «Локомотива» (Харків), право зіграти у матчі за Суперкубок України отримав фіналіст розіграшу Кубку України сезону 2016/2017 «ХІТ» (Київ).
2020 року матч за Суперкубок не проводився через пізнє визначення володаря Кубку сезону 2019/20.
2022 року матч за Суперкубок не проводився через дострокове завершення розіграшів Екстра-ліги та Кубку України.

## Кількість перемог у турнірах

### За клубами
| Клуб            | Перемоги | Поразки | Переможні роки         | Роки поразок                       |
| --------------- | -------- | ------- | ---------------------- | ---------------------------------- |
| Локомотив       | 4        | 1       | 2013, 2014, 2015, 2016 | 2009                               |
| МФК Шахтар      | 3        | 0       | 2005, 2006, 2008       |                                    |
| Ураган          | 2        | 1       | 2011, 2019             | 2021                               |
| ХІТ             | 2        | 0       | 2017, 2023             |                                    |
| Енергія (Львів) | 1        | 6       | 2018                   | 2006, 2007, 2011, 2013, 2014, 2016 |
| Продексім       | 1        | 3       | 2021                   | 2017, 2018, 2019                   |
| Єнакієвець      | 1        | 0       | 2007                   |                                    |
| Тайм            | 1        | 0       | 2009                   |                                    |
| Інтеркас        | 0        | 1       |                        | 2005                               |
| ТВД             | 0        | 1       |                        | 2008                               |
| Manzana         | 0        | 1       |                        | 2015                               |
| Кардинал-Рівне  | 0        | 1       |                        | 2023                               |

### За турнірами
| Турнір                              | Переможець | Переможений |
| ----------------------------------- | ---------- | ----------- |
| Чемпіони Екстра-ліги (Вищої ліги)   | 8          | 6           |
| Команди, що виграли «золотий дубль» | 1          | 0           |
| Володарі Кубка                      | 5          | 8           |
| Фіналісти Кубка                     | 1          | 1           |

### За тренерами
Жирним шрифтом виділені тренери, які продовжують тренувати в поточному сезоні
| №     | Ім'я                 | Клуб                            | Переможець | Переможений |
| ----- | -------------------- | ------------------------------- | ---------- | ----------- |
| 1     | Євген Ривкін         | Локомотив (Харків)              | 4          | 1           |
| 2     | Олег Солодовник      | МФК Шахтар                      | 3          | —           |
| 3     | Олег Лук'яненко      | ХІТ                             | 2          | —           |
| 4-5   | Станіслав Гончаренко | Інтеркас, Тайм, Енергія (Львів) | 1          | 2           |
| 4-5   | Максим Павленко      | Енергія (Львів), Ураган         | 1          | 2           |
| 6-8   | Сергій Дрьомов       | Єнакієвець                      | 1          | —           |
| 6-8   | Сергій Гупаленко     | Ураган                          | 1          | —           |
| 6-8   | Андре Броканело      | Продексім                       | 1          | —           |
| 9     | Валерій Легчанов     | Енергія (Львів)                 | 1          | 1           |
| 10    | Юрій Кобзар          | Енергія (Львів)                 | —          | 2           |
| 11-17 | Роман Ковальчик      | ТВД                             | —          | 1           |
| 11-17 | Олександр Косенко    | Енергія (Львів)                 | —          | 1           |
| 11-17 | Тарас Шпичка         | Manzana                         | —          | 1           |
| 11-17 | Жоао Карлос Барбоза  | Продексім                       | —          | 1           |
| 11-17 | Ігор Москвичов       | Продексім                       | —          | 1           |
| 11-17 | Хаві Родрігес        | Продексім                       | —          | 1           |
| 11-17 | Олександр Бондар     | Кардинал-Рівне                  | —          | 1           |

## Найкращі бомбардири
| #   | Гравець          | Клуб                                            | Голи |
| --- | ---------------- | ----------------------------------------------- | ---- |
| 1   | Сергій Чепорнюк  | «Тайм» (Львів), «Енергія» (Львів), «ХІТ» (Київ) | 4    |
| 2-8 | Сергій Ситін     | «Шахтар» (Донецьк)                              | 3    |
| 2-8 | Олег Мірошник    | «Шахтар» (Донецьк)                              | 3    |
| 2-8 | Валерій Легчанов | «Енергія» (Львів), «Тайм» (Львів)               | 3    |
| 2-8 | Микита Шпигар    | «Локомотив» (Харків)                            | 3    |
| 2-8 | Євген Рогачов    | «Енергія» (Львів), «Локомотив» (Харків)         | 3    |
| 2-8 | Євген Сірий      | «Локомотив» (Харків)                            | 3    |
| 2-8 | Ярослав Лебідь   | «Ураган»                                        | 3    |